# Mount Howitt
Mount Howitt är ett berg i Australien. Det ligger i regionen Wellington och delstaten Victoria, omkring 160 kilometer nordost om delstatshuvudstaden Melbourne. Toppen på Mount Howitt är 1 742 meter över havet.
Runt Mount Howitt är det mycket glesbefolkat, med 2 invånare per kvadratkilometer.. Närmaste större samhälle är Mount Buller, omkring 19 kilometer väster om Mount Howitt. 
I omgivningarna runt Mount Howitt växer i huvudsak städsegrön lövskog. Genomsnittlig årsnederbörd är 1 506 millimeter. Den regnigaste månaden är juni, med i genomsnitt 191 mm nederbörd, och den torraste är januari, med 66 mm nederbörd.